# 100 самых угрожаемых видов

100 самых угрожаемых видов (англ. The world's 100 most threatened species) — перечень из сотни наиболее уязвимых представителей мировой флоры и фауны. Он был подготовлен в 2012 году Комиссией по выживанию видов IUCN (англ. International Union for Conservation of Nature Species Survival Commission, IUCN SSC), в которую входит более 8 тысяч специалистов, при сотрудничестве с зоологическим сообществом Лондона, которое в том же году опубликовало его в виде книги под названием «Priceless or Worthless?» (рус. Бесценные или бесполезные?). Критерием включения живых существ в эту подборку было то, что все они не несут никакой очевидной выгоды для человеческого общества, а потому угроза их вымирания не встречает широкой информационной огласки и финансирования, направленного на сохранение этих видов.

## Список видов
| Млекопитающие | Птицы | Рептилии | Амфибии | Рыбы | Членистоногие | Моллюски | Растения и грибы |

| Название                                                                                     | Изображение                 | Распространение и численность | Ареал                                 | Угрозы и меры противодействия | IUCN   |
| -------------------------------------------------------------------------------------------- | --------------------------- | --- | ------------------------------------- | --- | ------ |
| Abies beshanzuensis                                                                          | Фотогалерея                 | Китай, провинция Чжэцзян. Единственная популяция данного вида пихты из 7 растений была обнаружена в 1963 году на горе Байшаньцзу; в настоящий момент в дикой природе осталось от 3 до 5 взрослых деревьев. |                                       | Земледелие, пожары | [ 4 ]  |
| Actinote zikani                                                                              | Фотографии типового образца | Бразилия, Атлантический лес. Бабочка считалась вымершей с 1981 по 1991 год. Единственная известная на 2005 год популяция обитает на территории муниципалитета Санту-Андре к востоку от деревни Паранапиакаба. |                                       | Место обитания популяции подвергается значительному человеческому воздействию, в связи с чем снижается численность растения-хозяина Mikania obsoleta. Необходимы защитные меры, а также поиск в регионе других колоний вида. |        |
| Aipysurus foliosquama                                                                        |                             | Австралия, Тиморское море, рифы Ашмор и Хайберния. |                                       | Недостаточно данных | [ 5 ]  |
| Amanipodagrion gilliesi                                                                      |                             | Танзания, < 500 особей |                                       | Демографическое давление, загрязнение воды | [ 6 ]  |
| Шлемоносный манакин-арарипе (Antilophia bokermanni)                                          |                             | Бразилия | 779 особей                            | Снижение качества условий жизни, водозабор | [ 7 ]  |
| Anisolabis seychellensis                                                                     |                             | Сейшельские острова |                                       | Инвазионные виды, изменение климата | [ 8 ]  |
| Aphanius transgrediens                                                                       |                             | Турция, несколько сотен пар |                                       | Конкуренция и хищничество со стороны гамбузии, строительство дорог | [ 9 ]  |
| Новогвинейский крылан (Aproteles bulmerae)                                                   |                             | Папуа — Новая Гвинея, Западная провинция. Долгое время крылан считался обитающим только в одной пещере, которую в 1993 году населяло около 160 особей. В 2005—2006 годах отдельные животные были отмечены в заказнике Крейтер-Маунтин, также есть свидетельства обитания вида в верховьях реки Флай и в среднем течении реки Пурари в провинции Галф. |                                       | Охота, беспокойство в местах обитания (пещерах) | [ 10 ] |
| Белобрюхая цапля (Ardea insignis)                                                            |                             | Предгорья Гималаев на востоке Бутана, северо-восточная Индия и северная Мьянма; в общей сложности территория распространения вида занимает более 56 тысяч км². В Непале и Бангладеш цапля более не встречается. Оценочная численность вида в 2006 году составляла от 70 до 400 особей, предполагалось её снижение в будущем. |                                       | Утрате мест обитания способствуют загрязнение водно-болотных угодий, истощение природных ресурсов, лесные пожары, развитие гидроэнергетики и строительство дорог. Целесообразность имеет разведение цапель с последующим выпуском в дикую природу, прекращение деструктивной эксплуатации речных территорий, а также смягчение негативных эффектов от строительства ГЭС. | [ 11 ] |
| Индийская большая дрофа (Ardeotis nigriceps)                                                 |                             | Индия и, возможно, Пакистан. Крупнейшая субпопуляция порядка 100 особей обитает в штате Раджастхан на северо-востоке страны. Мелкие, не более 30 птиц, субпопуляции отмечены в штатах Гуджарат, Махараштра, Карнатака и Андхра-Прадеш. Суммарная численность вида не превышает 300 птиц и снижается. |                                       | Развитие земледелия | [ 12 ] |
| Мадагаскарская клювогрудая черепаха (Asterochelys yniphora)                                  |                             | Мадагаскар, 25-60 км² в национальном парке Бей-де-Бали на северо-западном побережье. | 440—770 особей                        | Нелегальный отлов для продажи |        |
| Пятнистый арлекин (Atelopus balios)                                                          | Фотография                  | Эквадор |                                       | Хитридиомикоз, вырубка лесов, сельское хозяйство | [ 13 ] |
| Мадагаскарский нырок (Aythya innotata)                                                       |                             | Мадагаскар | около 80 взрослых особей              | Сельское хозяйство, охота и рыболовство, инвазионные виды рыб | [ 14 ] |
| Azurina eupalama                                                                             |                             | Восточная часть Центральной части Тихого океана: Кокосовые острова и Галапагосские острова | Недостаточно данных                   | Климатические изменения, Эль-Ниньо в 1982/1983 годах | [ 15 ] |
| Китайская бахаба (Bahaba taipingensis)                                                       |                             | Побережье Китая от Янцзы до Гонконга | Недостаточно данных                   | Чрезмерный вылов рыбы для продажи плавательного пузыря, используемого в традиционной медицине | [ 16 ] |
| Батагур (Batagur baska)                                                                      |                             | Бангладеш, Камбоджа, Индия, Индонезия и Малайзия | Недостаточно данных                   | Нелегальный экспорт в Китай | [ 17 ] |
| Баццания бутанская (Bazzania bhutanica)                                                      |                             | Бутан | две популяции                         | Вырубка лесов, чрезмерный выпас скота, урбанизация | [ 18 ] |
| Бубал Хантера (Beatragus hunteri)                                                            |                             | Юго-восток Кении и, вероятно, юго-запад Сомали | < 1000 особей                         | Утрата мест обитания, конкуренция с домашним скотом, браконьерство | [ 19 ] |
| Шмель Франклина (Bombus franklini)                                                           |                             | Орегон и Калифорния, США | Недостаточно данных                   | Заболевания, передающиеся от «коммерческих» видов шмелей, уничтожение мест обитания, деградация | [ 20 ] |
| Рыжеватая обезьяна (Brachyteles hypoxanthus)                                                 |                             | Бразилия | < 1000                                | Крупномасштабная вырубка лесов | [ 21 ] |
| Карликовый ленивец (Bradypus pygmaeus)                                                       |                             | Панама | < 500                                 | Нелегальная вырубка мангровых лесов, охота | [ 22 ] |
| Callitriche pulchra                                                                          |                             | Греция | Недостаточно данных                   | Эксплуатация среды обитания домашним скотом, изменение водоёма местными жителями | [ 23 ] |
| Хамелеон Тарзана(Calumma tarzan)                                                             |                             | Мадагаскар | < 100                                 | Сельское хозяйство | [ 24 ] |
| Cavia intermedia                                                                             |                             | Бразилия | 40—60                                 | Нарушение среды обитания, возможная охота | [ 25 ] |
| Cercopithecus roloway                                                                        |                             | Кот-д’Ивуар | Недостаточно данных                   | Охота, утрата мест обитания | EN     |
| Сейшельский мешкокрыл (Coleura seychellensis)                                                |                             | Сейшельские острова, две небольших пещеры на островах Силуэт и Маэ | < 100                                 | Ухудшение качества жизни в месте обитания, хищничество со стороны инвазионных видов | [ 27 ] |
| Криптомицес наибольший (Cryptomyces maximus)                                                 |                             | Пембрукшир, Великобритания | Недостаточно данных                   | Ограниченное место обитания |        |
| Cryptotis nelsoni                                                                            |                             | Вулкан Сан-Мартин-Тустло, Веракрус, Мексика | Недостаточно данных                   | Вырубка лесов, выпас домашнего скота, пожары, развитие земледелия | [ 28 ] |
| Cyclura collei                                                                               |                             | Ямайка | Недостаточно данных                   | Разрушение среды обитания, хищничество со стороны инвазионных видов | [ 29 ] |
| Dendrophylax fawcettii                                                                       |                             | Большой Кайман | Недостаточно данных                   | Развитие инфраструктуры | [ 30 ] |
| Суматранский носорог (Dicerorhinus sumatrensis)                                              |                             | Сабах, Саравак, Западная Малайзия, Калимантан, Суматра, Индонезия | < 250                                 | Охота (рог используется в народной медицине) | [ 31 ] |
| Амстердамский альбатрос (Diomedea amsterdamensis)                                            |                             | Гнездится на Плато-де-Турбьер, остров Амстердам, Индийский океан. | 100 взрослых особей                   | Заболевания, попадаются приловом при «ловле на длинную леску» | [ 32 ] |
| Dioscorea strydomiana                                                                        |                             | Ошоек, Мпумаланга, ЮАР | 200                                   | Сбор для использования в медицине | [ 33 ] |
| Diospyros katendei                                                                           |                             | Лесной заповедник Касёха-Китоми, Уганда | 20 особей в одной популяции           | Сельскохозяйственная деятельность, нелегальная вырубка лесов, аллювиальное золотоискательство, маленькая численность, увеличивающая уязвимость | [ 34 ] |
| Dipterocarpus lamellatus                                                                     |                             | Лесной заповедник Сиангау, Сабах, Малайзия | 12 особей                             | Вырубка лесов в низменностях, создание промышленных плантаций | [ 35 ] |
| Чернобрюхая дискоязычная лягушка (Discoglossus nigriventer)                                  |                             | Долина Хула, Израиль | Недостаточно данных                   | Хищничество со стороны птиц, ограничение среды обитание вследствие её разрушения | [ 36 ] |
| Dombeya mauritania                                                                           |                             | Маврикий | Недостаточно данных                   | Захват среды обитания инвазионными видами растений, в частности коноплёй |        |
| Elaeocarpus bojeri                                                                           |                             | Гран-Бассен, Маврикий | < 10 особей                           | Разрушение среды обитания | [ 37 ] |
| Желёзистая листовая лягушка (Eleutherodactylus glandulifer)                                  |                             | Массиф де ля Отте, Республика Гаити, остров Гаити | Недостаточно данных                   | Производство древесного угля, подсечно-огневое земледелие | [ 38 ] |
| Eleutherodactylus thorectes                                                                  |                             | Пики Формана и Макайа, массиф де ля Отте и Республика Гаити, остров Гаити | Недостаточно данных                   | Производство древесного угля, подсечно-огневое земледелие | [ 39 ] |
| Eriosyce chilensis                                                                           |                             | Pta Molles и Пичидангуи, Чили | < 500 особей                          | Сбор цветущих растений | [ 40 ] |
| Erythrina schliebenii                                                                        |                             | Лес Наматимбили-Нгарама, Танзания | < 50 особей                           | Ограниченное место обитания и малая численность, увеличивающая уязвимость | [ 41 ] |
| Euphorbia tanaensis                                                                          |                             | Лесной заповедник Виту, Кения | 4 взрослых особей                     | Нелегальная вырубка лесов, сельское хозяйство, развитие инфраструктуры | [ 42 ] |
| Кулик-лопатень (Calidris pygmaea)до 2014 помещался в род Eurynorhynchus                      |                             | Гнездится в России, зимует в Бангладеш и Мьянме | 100 разведённых пар                   | Браконьерство, мелиорация | [ 43 ] |
| Ficus katendei                                                                               |                             | Лесной заповедник Касёха-Китоми и река Ишаша, Уганда | < 50 взрослых особей                  | Сельское хозяйство, нелегальная вырубка лесов, аллювиальное золотоискательство |        |
| Лесной ибис (Geronticus eremita)                                                             |                             | Гнездится в Марокко, Турции, Сирии. Сирийская популяция зимует в Центральной Эфиопии. | 200—249 взрослых особей               | Разрушение среды обитания, охота | [ 44 ] |
| Gigasiphon macrosiphon                                                                       |                             | Кая Мухака, лесные заповедники Гонгони и Мрима, Кения, природный заповедник Амани, лесной заповедник Вест Киломберо Скарп, ущелье Киханси, Танзания | 33                                    | Заготовка древесины, сельское хозяйство, хищничество со стороны кабанов | EN     |
| Gocea ohridana                                                                               |                             | Северная Македония, Охридское озеро | Недостаточно данных                   | Повышение уровня загрязнения окружающей среды, выкачивание воды, седиментация | [ 46 ] |
| Кирпично-зелёная лягушка-привидение (Heleophryne rosei)                                      |                             | ЮАР, Западно-Капская провинция, Столовая гора | Недостаточно данных                   | Инвазионные растения, отвод воды | [ 47 ] |
| Hemicycla paeteliana                                                                         |                             | Фуэртевентура, Канарские острова | Недостаточно данных                   | Чрезмерный выпас скота, вытаптывание туристами и козами | [ 48 ] |
| Сидамский жаворонок (Heteromirafra sidamoensis) в 2013 был объединён с Heteromirafra archeri |                             | Liben Plains, южная Эфиопия | 90—256                                | Сельское хозяйство, чрезмерный выпас скота, тушение пожаров | [ 49 ] |
| Hibiscadelphus woodii                                                                        |                             | Гавайи, долина Калалау. С момента открытия в 1991 году было известно всего о четырёх представителях этого кустарника. Растение было описано как новый вид в 1995 году. В то время было найдено только четыре экземпляра; трое из них были раздавлены валуном и умерли между 1995 и 1998 годами, а последний был найден мёртвым в 2011 году. Пыльца была признана нежизнеспособной, ни один плодовый набор никогда не наблюдался, и все попытки размножения, в том числе путём перекрёстного опыления с H. distans, потерпели неудачу. Позже он был оценён как вымерший Международным союзом охраны природы в 2016 году, но три особи были вновь обнаружены в 2019 году Национальным тропическим Ботаническим садом. Растения росли из крутого обрыва и были найдены с помощью беспилотных летательных аппаратов. |                                       | Деградация среды обитания под воздействием копытных животных, а также его конкуренция с инвазивными видами растений. | EX     |
| Сахалинский таймень (Hucho perryi)                                                           |                             | Русские и японские реки, Тихий океан (пространство между Россией и Японией) | Недостаточно данных                   | Чрезмерный отлов рыбы (спортивная рыбалка и коммерческий прилов), запруживание, сельское хозяйство, другие виды земельной деятельности | [ 51 ] |
| Johora singaporensis                                                                         |                             | Пресноводный краб является эндемиком Сингапура. Его единственная небольшая популяция обитает в окрестностях ручья на небольшом холме в городском районе Букит-Баток, на площади менее 10 гектаров. В заповеднике Букит-Тимах вид исчез в результате повышения кислотности воды. |                                       | Основными угрозами виду являются загрязнение воды и понижение водного горизонта. Защита от вымирания должна включать в себя охрану территории обитания краба, а также срочное создание популяции вне естественной среды его обитания. | [ 52 ] |
| Lathyrus belinensis                                                                          |                             | Окраины деревни Белин, Анталья, Турция | < 1000                                | Урбанизация, чрезмерный выпас скота, посадка хвойных деревьев, расширение дорог | [ 53 ] |
| Лейопельма Арчи (Leiopelma archeyi)                                                          |                             | Полуостров Коромандель и Вареоринский лес, Новая Зеландия | Недостаточно данных                   | Хитридиомикоз, хищничество со стороны инвазионных видов | [ 54 ] |
| Lithobates sevosus                                                                           |                             | Округ Гаррисон, Миссисипи, США | 60—100                                | Грибковые заболевания, изменения климата, изменение ландшафта | [ 55 ] |
| Лофура Эдвардса (Lophura edwardsi)                                                           |                             | Куангбинь, Куангчи и Тхыатхьен-Хюэ, Вьетнам | Недостаточно данных                   | Утрата местообитания, охота | [ 56 ] |
| Magnolia wolfii                                                                              |                             | Рисаральда, Колумбия | < 5                                   | Нахождение в изоляции, низкая скорость регенерации | [ 57 ] |
| Margaritifera marocana                                                                       |                             | Уэ Денна, Уэ Абид и Уэ Бет, Марокко | < 250                                 | Загрязненние, развитие инфраструктуры | [ 58 ] |
| Moominia willii                                                                              |                             | Сейшельские острова, остров Силуэт | < 500                                 | Инвазионные виды, изменения климата | EN     |
| Natalus primus                                                                               |                             | Куба, одна пещера на острове Хувентуд | < 100                                 | Утрата мест обитания, воздействие человека | VU     |
| Непентес Аттенборо (Nepenthes attenboroughii)                                                |                             | Гора Виктория, Палаван, Филиппины | Недостаточно данных                   | Браконьерство | [ 61 ] |
| Nomascus hainanus                                                                            |                             | Остров Хайнань, Китай | < 20                                  | Охота | [ 62 ] |
| Загросский тритон (Neurergus kaiseri)                                                        |                             | Горы Загрос, Лурестан, Иран | < 1000                                | Незаконный сбор для торговли животными | [ 63 ] |
| Oreocnemis phoenix                                                                           |                             | Массив Муланже, Малави | Недостаточно данных                   | Разрушение среды обитания из-за осушения водоёма, сельское хозяйство, эксплуатация лесов | [ 64 ] |
| Пангасиус высокоплавничный(Pangasius sanitwongsei)                                           |                             | Чаупхрая и бассейны реки Меконг в Камбодже, Китае, Лаосе, Таиланде и Вьетнаме | Недостаточно данных                   | Чрезмерный отлов рыбы, сбор аквамарина для продажи | [ 65 ] |
| Parides burchellanus                                                                         |                             | Серрадо, Бразилия | < 100                                 | Воздействие людей, ограниченное пространство для жизни | NT     |
| Калифорнийская морская свинья(Phocoena sinus)                                                |                             | Северная часть Калифорнийского залива, Мексика | < 200                                 | Попадание в рыбацкие сети | [ 67 ] |
| Ель новая Вича (Picea neoveitchii)                                                           |                             | Циньлин, Китай | Недостаточно данных                   | Разрушение лесов | [ 68 ] |
| Сосна чешуйчатая (Pinus squamata)                                                            |                             | Цяоцзя, Юньнань, Китай | < 25                                  | Ограниченный ареал, маленькая популяция | [ 69 ] |
| Poecilotheria metallica                                                                      |                             | Нандьял и Гиддалур, Андхра-Прадеш, Индия | Недостаточно данных                   | Вырубка леса, сбор дров (для костра), гражданское неповиновение | [ 70 ] |
| Фатухивская помарея (Pomarea whitneyi)                                                       |                             | Фату-Хива, Маркизские острова, Французская Полинезия | 50                                    | Хищничество со стороны инвазионных видов — чёрной крысы и лесной кошки | [ 71 ] |
| Европейский пилорыл (Pristis pristis)                                                        |                             | Прибрежные тропические и субтропические воды Индийского, Тихого и Атлантического океанов. В настоящее время сильно ограничен территорией северной Австралии. | Недостаточно данных                   | Из-за деятельности людей ныне существующий ареал стал на 95 процентов меньше исторического | [ 72 ] |
| Широконосый лемур (Prolemur simus)                                                           |                             | Мадагаскар, южные и юго-восточные дождевые леса | 100—160                               | Сельское хозяйство, добыча ресурсов, нелегальная вырубка лесов | [ 73 ] |
| Propithecus candidus                                                                         |                             | Территория между Маруанцентре и Андапой и Мародейский массив, Мадагаскар | 100—1000                              | Охота, разрушение среды обитания | [ 74 ] |
| Геометрическая черепаха (Psammobates geometricus)                                            |                             | ЮАР, юго-запад Капской провинции | Недостаточно данных                   | Потеря среды обитания, хищничество со стороны инвазионных видов | [ 75 ] |
| Саола (Pseudoryx nghetinhensis)                                                              |                             | Горы Чыонгшон на границе Вьетнама и Лаоса | Недостаточно данных                   | Разрушение среды обитания, охота | [ 76 ] |
| Psiadia cataractae                                                                           |                             | Маврикий | Недостаточно данных                   | Застройка городами, конкуренция со стороны инвазионных растений | [ 77 ] |
| Psorodonotus ebneri                                                                          |                             | Бейдаглар, Анталья, Турция | Недостаточно данных                   | Изменения климата, потеря среды обитания | [ 78 ] |
| Rafetus swinhoei                                                                             |                             | Озеро Хоанкьем и озеро Донг Мо, Вьетнам, и зоопарк Сучжоу, Китай | 3                                     | Охота ради потребления в пищу, разрушение заболоченных территорий, загрязнение | [ 79 ] |
| Яванский носорог (Rhinoceros sondaicus)                                                      |                             | Национальный парк Уджунг-Кулон, Ява, Индонезия | < 100                                 | Охота для традиционной медицины региона, небольшая популяция | [ 80 ] |
| Тонкинский ринопитек (Rhinopithecus avunculus)                                               |                             | Северо-восточный Вьетнам | < 200                                 | Утрата места обитания, охота | [ 81 ] |
| Ризантелла Гарднера (Rhizanthella gardneri)                                                  |                             | Западная Австралия | < 100                                 | Расчистка территорий для сельского хозяйства, изменения климата, засоление почв |        |
| Rhynchocyon sp.                                                                              |                             | Лес Бони-Додори, Ламу, Кения | Недостаточно данных                   | Утрата места обитания вследствие развития инфраструктуры |        |
| Risiocnemis seidenschwarzi                                                                   |                             | Ручей близ водопада Кавасан, Себу, Филиппины | Недостаточно данных                   | Разрушение места обитания | [ 82 ] |
| Rosa arabica                                                                                 |                             | Египет, гора Катерин | Недостаточно данных, 10 суб-популяций | Выпас домашних животных, изменения климата и засуха, сбор растений для медицины, ограниченный ареал |        |
| Мунго Даррелла (Salanoia durrelli)                                                           |                             | Заболоченная область в озере Алаутра, Мадагаскар | Недостаточно данных                   | Утрата места обитания |        |
| Santamartamys rufodorsalis                                                                   |                             | Национальный парк Сьерра-Невада-де-Санта-Марта, Колумбия | Недостаточно данных                   | Урбанизация, выращивание кофе | [ 83 ] |
| Scaturiginichthys vermeilipinnis                                                             |                             | Австралия | 2000—4000                             | Хищничество со стороны инвазионных видов | [ 84 ] |
| Европейский морской ангел(Squatina squatina)                                                 |                             | Канарские острова | Недостаточно данных                   | Донное траление | [ 85 ] |
| Китайская хохлатая крачка (Thalasseus bernsteini)до 2014 входила в род Sterna                |                             | Китай (гнездование) | < 50                                  | Уничтожения места обитания, коллекционирование яиц | [ 86 ] |
| Syngnathus watermeyeri                                                                       |                             | ЮАР | Недостаточно данных                   | Изменение конструкции дамбы, течения рек, наводнения в устьях рек | [ 87 ] |
| Tahina spectabilis                                                                           |                             | Мадагаскар | 90                                    | Пожары, вырубка лесов, сельское хозяйство | [ 88 ] |
| Telmatobufo bullocki                                                                         |                             | Арауко, Чили | Недостаточно данных                   | Строительство гидроэлектростанций | [ 89 ] |
| Окинавская колючая мышь (Tokudaia muenninki)                                                 |                             | Окинава, Япония | Недостаточно данных                   | Утрата места обитания, хищничество со стороны лесных кошек | [ 90 ] |
| Сиамская расбора (Trigonostigma somphongsi)                                                  |                             | Таиланд | Недостаточно данных                   | Урбанизация | [ 91 ] |
| Valencia letourneuxi                                                                         |                             | Албания и Греция | Недостаточно данных                   | Уничтожение места обитания, водозабор, конкуренция и хищничество со стороны гамбузии | [ 92 ] |
| Воаниола Жерара (Voanioala gerardii)                                                         |                             | Мадагаскар | < 10                                  | Вырубка лесов, сбор для потребления в виде пальмового масла | [ 93 ] |
| Проехидна Аттенборо (Zaglossus attenboroughi)                                                |                             | Индонезия | Недостаточно данных                   | Ухудшение качества жизни в месте обитания, вырубка лесов, сельское хозяйство, сменная обработка, охота местными жителями | [ 94 ] |